# Liste der Kreisstraßen im Landkreis Sächsische Schweiz-Osterzgebirge

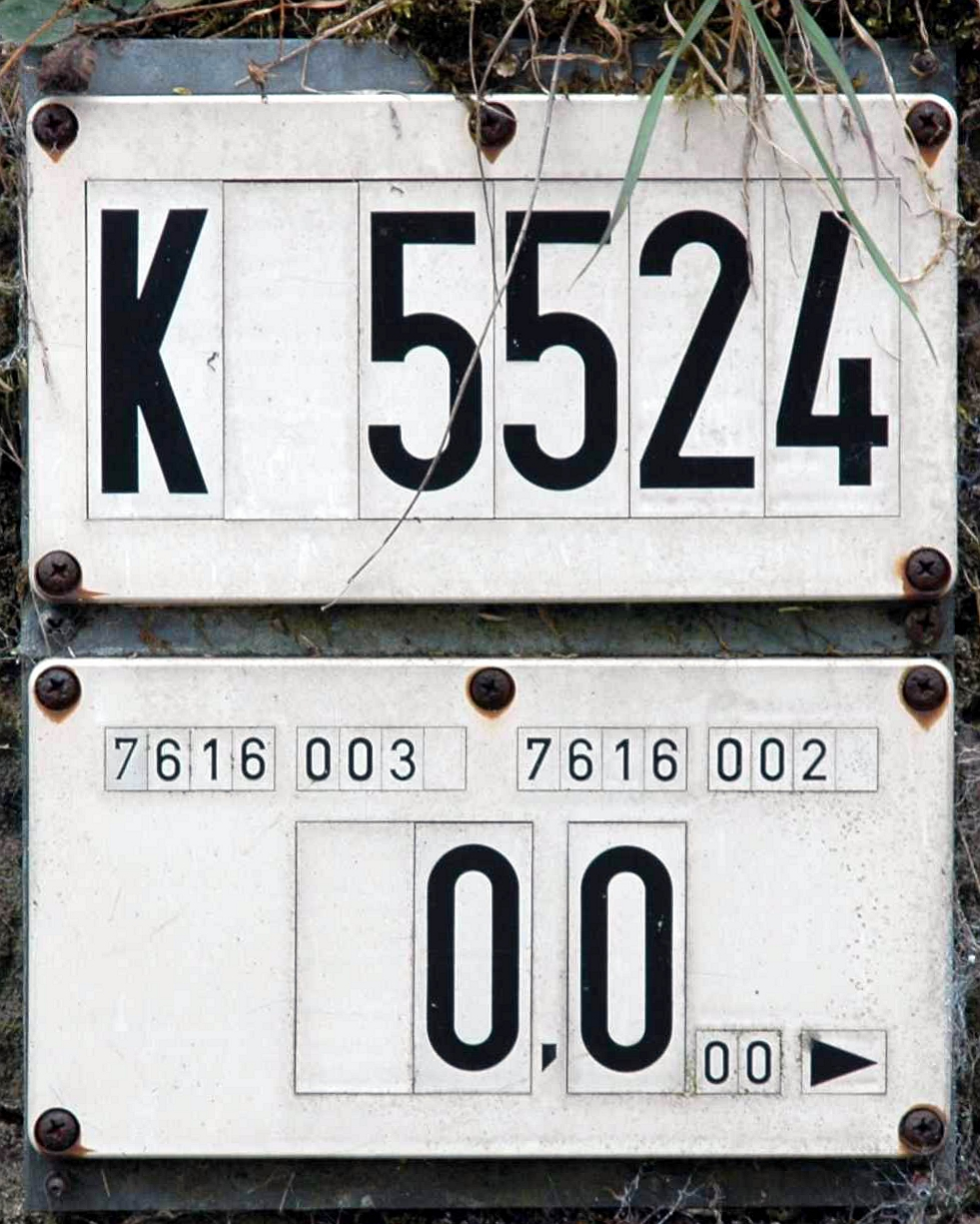
Stationszeichen

Die Liste der Kreisstraßen im Landkreis Sächsische Schweiz-Osterzgebirge ist eine Auflistung der Kreisstraßen im Landkreis Sächsische Schweiz-Osterzgebirge.

## Abkürzungen
- K: Kreisstraße
- S: Staatsstraße

## Listen
Die Kreisstraßen behalten die ihnen zugewiesene Nummer nicht bei einem Wechsel in einen anderen Landkreis oder in eine kreisfreie Stadt. Nicht vorhandene bzw. nicht nachgewiesene Kreisstraßen sind kursiv gekennzeichnet, ebenso Straßen und Straßenabschnitte, die unabhängig vom Grund (Herabstufung zu einer Gemeindestraße oder Höherstufung) keine Kreisstraßen mehr sind.
Der Straßenverlauf wird in der Regel von Nord nach Süd und von West nach Ost angegeben.

### AltkreisSächsische Schweiz
| Nr.    | Verlauf |
| ------ | --- |
| K 8703 | K 8709/K 8762 in Lauterbach – Langenwolmsdorf – S 159 – S 164 in Stolpen |
| K 8704 | (K 9204 im Landkreis Bautzen) – Kreisgrenze – Wilschdorf – S 160 – S 161 – Dittersbach – K 8714 – S 177 in Wünschendorf |
| K 8705 | K 9005 – Berthelsdorf – K 8761 |
| K 8707 | (K 6207 in Dresden) – Kreisgrenze – Borthen – S 175 – K 8767 – K 9007 – … – K 9007 – K 8765 – Maxen – K 8732 – K 9007 |
| K 8708 | (K 7208 im Landkreis Bautzen) – Kreisgrenze – S 159 in Rennersdorf-Neudörfel |
| K 8709 | (K 7209 im Landkreis Bautzen) – Kreisgrenze – Lauterbach – K 8721 – K 8703/K 8762 |
| K 8710 | S 164/S 167 in Copitz – Mockethal – Dorf Wehlen – K 8711 – Stadt Wehlen |
| K 8711 | S 165 in Lohmen – K 8712 – K 8710 in Dorf Wehlen |
| K 8712 | K 8711 – Uttewalde |
| K 8713 | Elbfähre – Birkwitz – K 8774 – S 167 – Graupa – Bonnewitz – S 177 |
| K 8714 | K 8704 in Dittersbach – Elbersdorf – Porschendorf – K 8715 – S 164 |
| K 8715 | S 164 in Stolpen – Helmsdorf – Siedlung Helmsdorf (– Abzweig zur S 164) – Dürrröhrsdorf – S 161 – K 8714 in Porschendorf |
| K 8716 | S 165 – Felsenbühne Rathen |
| K 8721 | K 8709 in Lauterbach – S 159 in Stolpen |
| K 8723 | S 165 in Hohnstein – K 8724 – S 163 in Porschdorf |
| K 8724 | S 165 – Hohnstein Sachsenbergsiedlung – K 8724 – K 8730 – Goßdorf |
| K 8725 | S 161 – Polenztal – Cunnersdorf – S 156 – Ehrenberg – S 165 – Krumhermsdorf – K 8727 – Schönbach – S 154 in Sebnitz |
| K 8726 | (K 7263 im Landkreis Bautzen) – Kreisgrenze – Oberottendorf – S 156 – Rückersdorf – S 159 – Polenz – S 159 in Neustadt in Sachsen                                                                                             |
| K 8727 | S 156 – K 8725 in Krumhermsdorf |
| K 8730 | Waitzdorf – K 8724 – Lohsdorf – S 165 – Ulbersdorf – S 154 in Lichtenhain |
| K 8731 | K 8763 in Großröhrsdorf – Biensdorf – S 176 |
| K 8732 | K 8707 in Maxen – S 178 – Burkhardswalde – K 8763 – S 176 – Nentmannsdorf – K 8760 – S 170 – Friedrichswalde – K 8757 – Ottendorf – K 8760 – S 170 – S 173 – Großcotta – Neundorf – S 174 – Krietzschwitz – S 174 in Struppen |
| K 8733 | Pötzscha – Naundorf – K 8734 in Struppen |
| K 8734 | Rathen – Weißig – Thürmsdorf – K 8733 – Struppen – S 168 – – K 8741 in Leupoldishain |
| K 8735 | Rathen – S 163 in Waltersdorf |
| K 8737 | S 163 in Rathmannsdorf – S 154 in Altendorf |
| K 8738 | S 165 in Hertigswalde – Ottendorf – S 165 |
| K 8739 | S 165 in Saupsdorf – S 165 in Räumicht |
| K 8740 | Ostrau – in Postelwitz |
| K 8741 | S 171 in Königstein (Sächsische Schweiz) – Nikolsdorf – Leupoldishain – K 8734 – S 169 – Langenhennersdorf – K 8751 – K 8752 – Bahra – Raum – S 171 – Bielatal – K 8747 – Schweizermühle – K 8747 in Rosenthal                |
| K 8742 | S 171 in Königstein (Sächsische Schweiz) – Pfaffendorf – K 8743 – K 8746 – S 169 in Cunnersdorf |
| K 8743 | K 8742 in Pfaffendorf – K 8743 – Gohrisch – K 8744 – |
| K 8744 | in Königstein (Sächsische Schweiz) – Gohrisch – K 8743 – K 8746 – Papstdorf – Kleinhennersdorf – Krippen – S 165 – Reinhardtsdorf – Schöna                                                                                    |
| K 8746 | K 8742 – K 8744 |
| K 8747 | S 171 in Bielatal – K 8741 – Rosenthal – K 8741 – Rosenthal Süd |
| K 8751 | S 169 – Langenhennersdorf – K 8741 – S 174 – Bahra – K 8752 – S 171 in Markersbach |
| K 8752 | K 8751 in Bahra – K 8741 in Bahra |
| K 8753 | S 174 in Pirna – Goes – S 173 |
| K 8754 | K 8757 – Dohma – S 173 |
| K 8755 | K 8760 – Borna – Gersdorf – K 8757 – Berggießhübel |
| K 8756 | K 8761 – Waltersdorf – Hennersbach – Börnersdorf – K 8757 – S 174 – Breitenau – S 171 |
| K 8757 | S 176 in Zuschendorf – K 8754 – K 8732 – Ottendorf – Borna – K 8755 – Gersdorf – Göppersdorf – K 8758 – Wingendorf – K 8755 – Börnersdorf – S 176 – K 8756                                                                    |
| K 8758 | S 176 – K 8760 – K 8757 in Göppersdorf |
| K 8760 | S 176 in Zuschendorf – Zwirtzschkau – Niederseidewitz – K 8732 – Laurich – K 8755 – Herbergen – K 8758 |
| K 8761 | S 176 in Liebstadt – K 8705 – Döbra – K 8756 – K 9061 |
| K 8762 | K 8703/K 8709 in Lauterbach – Kreisgrenze – (K 7262 im Landkreis Bautzen) |
| K 8763 | S 178a in Dohna – Köttewitz – K 8770 – Meusegast – Burkhardswalde – K 8732 – K 8731 – Großröhrsdorf – Seitenhain – S 176 |
| K 8765 | K 8707 in Maxen – Schmorsdorf – Falkenberg – S 178 |
| K 8767 | S 175 – Tronitz – Sürßen – K 8768 – S 178 in Dohna |
| K 8768 | K 8769 in Bosewitz – Gorknitz – K 8767 in Sürßen |
| K 8769 | S 175 – Röhrsdorf – Bosewitz – K 8768 – Garnig – S 178 in Dohna |
| K 8770 | K 8763 in Köttewitz – K 8771 – S 176 |
| K 8771 | K 8772 – Krebs – K 8770 |
| K 8772 | K 8773 in Heidenau – Kleinsedlitz – Großsedlitz – K 8771 – /S 164 in Pirna |
| K 8773 | S 172 in Heidenau – K 8772 – S 178 in Dohna |
| K 8774 | (K 6274 in Dresden) – Kreisgrenze – Birkwitz – K 8713 – Pratzschwitz – S 177 – S 164 in Copitz |

### AltkreisWeißeritz
| Nr.    | Verlauf |
| ------ | --- |
| K 9002 | K 9021 – K 9003 – Babisnau – Sobrigau – Kreisgrenze – (K 6202 in Dresden) |
| K 9003 | (K 6203 in Dresden) – Kreisgrenze – S 191 – Goppeln – Golberode – K 9002 |
| K 9005 | S 178 in Oberschlottwitz – K 8705 |
| K 9006 | S 36 in Limbach – Blankenstein – Helbigsdorf – |
| K 9007 | K 8707 – Wittgensdorf – K 9024 – K 8707 – … – K 8707 – Hausdorf – K 9025 – S 183 in Reinhardtsgrimma |
| K 9010 | S 192 in Höckendorf – Borlas – K 9070 – Seifersdorf – K 9013 – K 9012 – Paulsdorf – K 9013 – Dippoldiswalde – K 9011 – S 190                                                                               |
| K 9011 | S 193 – K 9012 – K 9010 in Dippoldiswalde |
| K 9012 | K 9010/K 9012 – Talsperre Malter – Malter – K 9011 – – Oberhäslich – K 9023 in Reinholdshain |
| K 9013 | (K 7730 im Landkreis Mittelsachsen) – Kreisgrenze – Pretzschendorf – S 189 – K 9053 – Beerwalde – Ruppendorf – S 190 – Paulshain – Paulsdorf – K 9010 – K 9012 – Seifersdorf – Oelsa – S 193 – in Rundteil |
| K 9014 | K 9015 – Börnchen – in Rundteil |
| K 9015 | S 193 in Eckersdorf – Obernaundorf – K 9070 – K 9014 – S 36 in Possendorf |
| K 9016 | (K 6216 in Dresden) – Kreisgrenze – Burgk – Kleinnaundorf – K 9017 – /S 191 |
| K 9017 | in Bannewitz – K 9016 – S 36 |
| K 9021 | S 36 in Possendorf – K 9002 – Kautzsch – S 183 |
| K 9022 | – Hermsdorf am Wilisch – Hirschbach – K 9023 – Reinhardtsgrimma – S 183 – Cunnersdorf – S 190 |
| K 9023 | S 190 in Reinholdshain – K 9012 – Hirschbach – K 9022 – S 183 |
| K 9024 | S 183 in Lungkwitz – K 9007 in Wittgensdorf |
| K 9025 | S 183 – K 9007 in Hausdorf |
| K 9026 | S 190 in Glashütte – Johnsbach – Falkenhain – S 182 – Waldidylle – K 9039 – |
| K 9032 | (K 8032 im Landkreis Meißen) – Kreisgrenze – S 36 |
| K 9033 | – Zinnwald (– Abzweig nach Tschechien) – Geising – Löwenhain – K 9035 – K 9036 – S 174 |
| K 9034 | (K 8034 im Landkreis Meißen) – Kreisgrenze – S 36 in Wilsdruff |
| K 9035 | S 178 in Glashütte – Dittersdorf – Börnchen – K 9061 – Liebenau – S 174 – Fürstenwalde – Müglitz – K 9036 – Gottgetreu – Fürstenau – K 9033 in Löwenhain                                                   |
| K 9036 | K 9033 – Kratzhammer – K 9035 in Müglitz |
| K 9038 | (K 8038 im Landkreis Meißen) – Kreisgrenze – Birkenhain – S 36 |
| K 9039 | Oberbärenburg – K 9026 |
| K 9040 | (K 6240 in Dresden) – Kreisgrenze – K 9075 in Pesterwitz |
| K 9041 | S 183 – Bärenfels – K 9045 – |
| K 9042 | S 183 in Niederpöbel – K 9050 – Ammelsdorf – K 9090 in Schönfeld |
| K 9043 | S 184 in Hermsdorf/Erzgeb. – S 183 in Seyde |
| K 9045 | K 9041 in Bärenfels – Schellerhau – |
| K 9050 | S 171 in Hennersdorf – K 9042 |
| K 9052 | K 9053 in Röthenbach – S 186 in Hartmannsdorf |
| K 9053 | K 9013 – Röthenbach – K 9052 – S 189 |
| K 9061 | S 182 in Hirschsprung Nord – S 178 – Bärenstein – Börnchen – K 9035 – K 8761 |
| K 9070 | K 9015 in Obernaundorf – Rabenau – S 193 – Lübau – K 9010 in Borlas |
| K 9071 | S 190 – K 9072 – Mitteldorfhain – S 192 in Edle Krone |
| K 9072 | S 192 – Fördergersdorf – Pohrsdorf – Spechtshausen – Kurort Hartha – K 9081 – S 194 – Kleindorfhain – K 9071                                                                                               |
| K 9073 | S 190 – Colmnitz |
| K 9074 | S 36 in Zauckerode – K 9076 in Pesterwitz |
| K 9075 | S 192 in Grumbach – Braunsdorf – Oberhermsdorf – Niederhermsdorf – S 36 – Wurgwitz – Pesterwitz – K 9040 – K 9076 – Kreisgrenze – (K 6275 in Dresden)                                                      |
| K 9076 | K 9075 in Pesterwitz – K 9074 – Kreisgrenze – (K 6276 in Dresden) |
| K 9077 | K 9080 in Kleinopitz – K 9078 – K 9079 – Weißig – Döhlen – S 36/S 194 – K 9016 in Burgk |
| K 9078 | K 9080 in Kleinopitz – K 9077 in Kleinopitz |
| K 9079 | K 9080 – Großopitz – K 9077 |
| K 9080 | (K 6280 in Dresden) – Kreisgrenze – Kesselsdorf – Oberhermsdorf – K 9075 – Kleinopitz – K 9077 – K 9078 – K 9079 – S 192                                                                                   |
| K 9081 | K 9072 in Kurort Hartha – S 192 in Tharandt |
| K 9090 | (K 7790 im Landkreis Mittelsachsen) – Kreisgrenze – Reichenau – S 184 – Schönfeld – K 9042 – S 183 |
| K 9091 | S 189 – Kreisgrenze – (K 7791 im Landkreis Mittelsachsen) |